# Desabamento da cobertura da estação ferroviária de Novi Sad

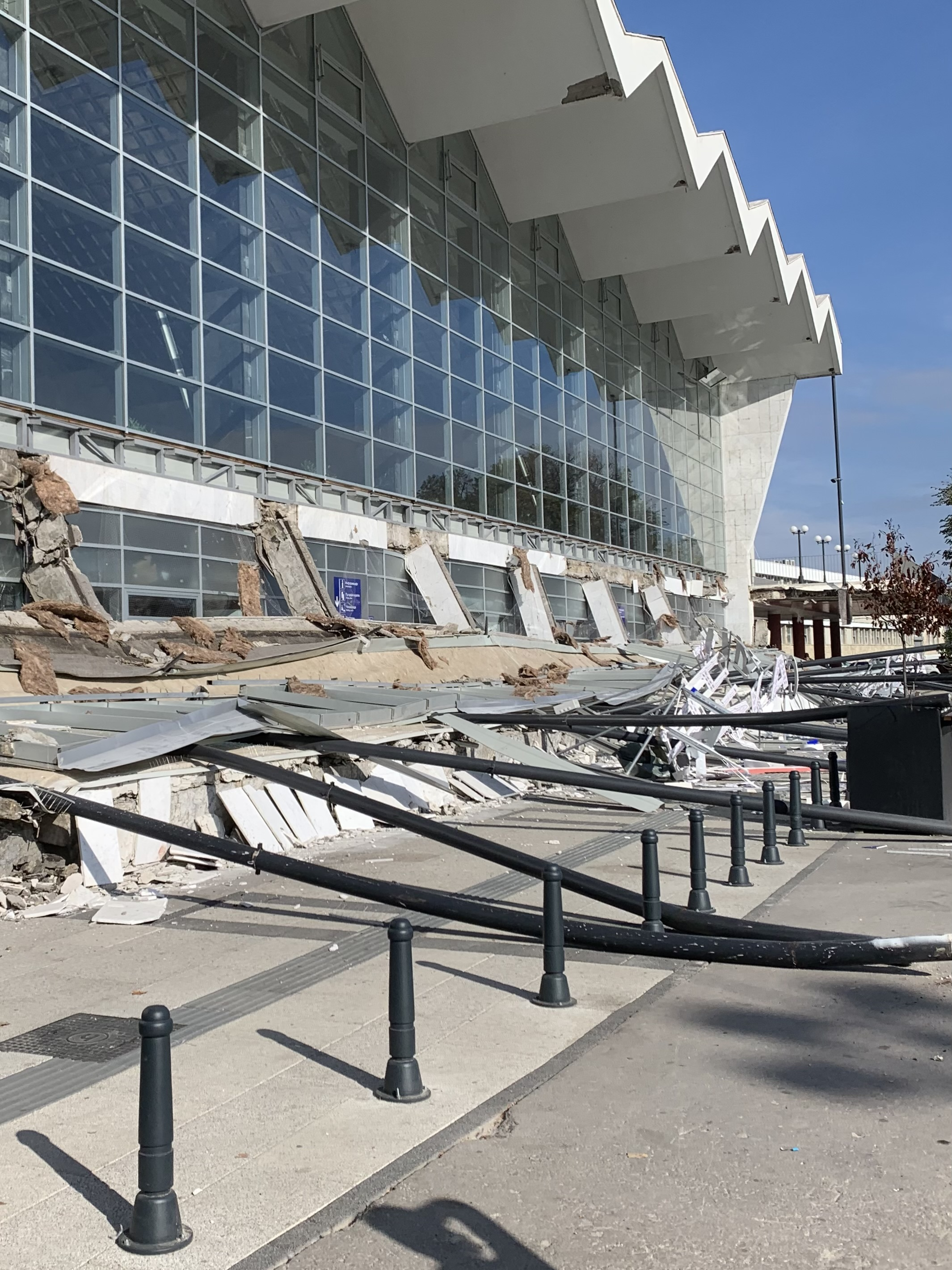
Cobertura destruída após o colapso

O desabamento da cobertura da estação ferroviária de Novi Sad ocorreu em 1 de novembro de 2024 quando a cobertura de concreto (betão) da principal estação ferroviária de Novi Sad desabou sobre a calçada movimentada abaixo, matando 14 pessoas e ferindo pelo menos mais três.

## Contexto
A estação ferroviária foi construída em 1964. Com o início das renovações planejado para 2021 — sendo a estação  preservada como patrimônio histórico — o Instituto para a Proteção dos Monumentos Culturais de Novi Sad emitiu diretrizes de conservação. No que se refere à marquise que cobre a entrada principal, as diretrizes abordavam sua reforma de forma a preservar sua identidade visual e não abordavam o tema de sua reconstrução, uma vez que a engenharia estrutural está fora da competência do Instituto.
O edifício foi renovado de 2021 até o verão de 2024. O projeto incluiu uma reconstrução total das plataformas ferroviárias (incluindo a passagem subterrânea e a cobertura da plataforma), bem como renovações nos pisos, paredes e telhado do edifício da estação, incluindo a substituição dos materiais da fachada do edifício. A obra foi concluída por um consórcio de empresas chinesas China Railway International Co., Ltd (uma subsidiária da China Railway Group Limited) e da China Communications Construction Company, Ltd. (juntas: CRIC-CCCC). A estação foi inicialmente reaberta cerimonialmente em 2022, antes das eleições gerais daquele ano, mas isso foi seguido por novas obras de renovação, sendo reaberta novamente em 5 de julho de 2024. O portal de notícias Portal 021 então solicitou contratos e faturas relacionados ao projeto de renovação do Ministério da Construção, Transporte e Infraestrutura e da Infraestrutura Ferroviária Sérvia. Este pedido foi negado, uma vez que a CRIC-CCCC se opôs à partilha de detalhes do contrato com terceiros até à conclusão do projeto e à confirmação de um trabalho satisfatório.
Tanto a CRIC-CCCC como a Infraestrutura Ferroviária Sérvia, a empresa estatal que opera o edifício, declararam posteriormente que a cobertura da entrada frontal não estava sujeita a reconstrução e é uma parte original da estrutura tal como foi concebida/construída na década de 1960.

## Colapso e resgate
Em 1 de novembro de 2024, às 11h56 CET, a cobertura de concreto de 35 metros de comprimento desabou sobre as pessoas que caminhavam e estavam sentadas embaixo dela. Quatorze pessoas morreram e pelo menos outras três ficaram feridas. Treze dos mortos eram cidadãos sérvios e um era da Macedônia do Norte.
Cerca de 80 socorristas de várias cidades da Sérvia usaram maquinaria pesada, incluindo escavadoras e gruas, para retirar os destroços do local do desabamento.

## Consequências

### Local
O governo sérvio declarou um dia de luto nacional para 2 de novembro, enquanto a cidade de Novi Sad declarou três dias de luto. Cidadãos acenderam velas e depositaram flores na Praça da Liberdade. O Ministério Público Superior de Novi Sad iniciou uma investigação.
Os ministros do governo, o primeiro-ministro da Sérvia, Miloš Vučević, e o prefeito de Novi Sad, Milan Đurić, visitaram o local do desastre. O presidente da Sérvia, Aleksandar Vučić, prometeu “justiça” para os responsáveis, enquanto os partidos da oposição acusaram as autoridades de corrupção  No dia seguinte, Đurić declarou que os investigadores forenses estão a examinar os destroços, que a causa do desastre é desconhecida, que a investigação precisa de ser concluída antes de quaisquer demissões, que o resto da estrutura parece estar em condições normais e apelou aos cidadãos para que “confiem no Estado e no sistema”, acrescentando que os indivíduos responsáveis serão responsabilizados.
Após o colapso, muitas pessoas nas redes sociais condenaram o governo por negligência. O principal ponto de discórdia foram as alegações da Infraestrutura Ferroviária Sérvia de que a cobertura não havia sido reconstruída. Outro ponto de controvérsia foi a recusa do CRIC-CCCC em partilhar publicamente a documentação da reconstrução.

### Internacional
Vários líderes da União Europeia e dos países que a compõem enviaram as suas condolências.  como o Chanceler da Áustria, Karl Nehammer, o Primeiro-Ministro da Croácia, Andrej Plenković, o Presidente da França, Emmanuel Macron, o Primeiro-Ministro da Hungria, Viktor Orbán,  e o Ministro das Infra-estruturas e dos Transportes da Grécia, Christos Staikouras.
Vários outras autoridades internacionais também enviaram as suas saudações, como os membros da Presidência da Bósnia e Herzegovina Denis Bećirović (bósnios) e Željka Cvijanović (sérvios), o Ministro das Comunicações e Tráfego da Bósnia e Herzegovina Edin Forto, o Ministro das Comunicações e Tráfego da República Sérvia Nedeljko Čubrilović, o Embaixador do Japão na Sérvia Akira Imamura, o Presidente do Cazaquistão Kassym-Jomart Tokayev, o Presidente de Montenegro Jakov Milatović, o Presidente do Parlamento de Montenegro Andrija Mandić, a Ministra dos Transportes de Montenegro Maja Vukičević, a Embaixadora da Noruega na Sérvia Kristin Melsom, o Presidente da Rússia Vladimir Putin e o Presidente da Duma Federal Russa Vyacheslav Volodin.
A República Sérvia (Bósnia e Herzegovina) e Montenegro declararam dia de luto para 2 e 3 de novembro, respectivamente.